# Красний Гуляйчик
Красний Гуляйчик (рос. Красный Гуляйчик) — селище в Сенгилєєвському районі Ульяновської області Російської Федерації.
Населення становить 17 осіб. Входить до складу муніципального утворення Красногуляєвське міське поселення.

## Історія
Населений пункт розташований на території українського культурного та етнічного краю Жовтий Клин.
Від 2004 року входить до складу муніципального утворення Красногуляєвське міське поселення.

## Населення
| 2010 |
| ---- |
| 17   |